# 胡丽梅
胡丽梅（1995年9月28日—），中国女子乒乓球运动员，右手横握球拍削中反攻打法。

## 生涯
胡丽梅于幼年时期加入八一乒乓球队，2011年入选国家二队，2012年被破格上调到国家一队，曾在国家队担任陪练，模仿韩国削球手金暻娥。2013年“直通巴黎”世乒赛选拔赛期间，由于郭跃受伤退赛，胡丽梅先是通过升降级比赛调入一队，随后又在决定参赛名额的比赛中击败世界排名第一的丁宁，成为中国国家乒乓球队历史上第一位没有任何国际比赛参赛经历，却获得世乒赛单打名额的选手。
2013年世界乒乓球锦标赛，胡丽梅顺利打入正赛，于第三轮0:4不敌丁宁。混双比赛中，胡丽梅与陈玘搭档，于第四轮负于韩国选手出局。